# Pachutynci
Pachutynci (ukr. Пахутинці) – wieś na Ukrainie, w obwodzie chmielnickim, w rejonie chmielnickim, w hromadzie Narkewyczi. Liczy 395 mieszkańców. W 2001 liczyła 537 mieszkańców, spośród których 533 wskazało jako ojczysty język ukraiński, 3 rosyjski, a 1 inny. 